# Scleropogon haigi
Scleropogon haigi là một loài ruồi trong họ Asilidae. Scleropogon haigi được Wilcox miêu tả năm 1971. Loài này phân bố ở vùng Tân Bắc giới.